# Sweet Dreams (groupe)
Pour les articles homonymes, voir Sweet Dreams.
Sweet Dreams était un trio vocal britannique composé de Carrie Gray, Helen Kray et Bobby McVay. Ce trio a représenté le Royaume-Uni au concours Eurovision de la chanson de 1983 avec la chanson I'm Never Giving Up.
Le groupe a été créé spécifiquement pour interpréter I'm Never Giving Up dans A Song for Europe 1983, le tour préliminaire du Royaume-Uni pour le concours Eurovision de la chanson de 1983. 